# Trifluormethylisocyanide
Trifluormethylisocyanide is een organische verbinding met als brutoformule C2F3N. De stof kan beschouwd worden als het gefluoreerde derivaat van methylisocyanide. Trifluormethylisocyanide heeft sterk de neiging om te polymeriseren, zelfs onder diens kookpunt van −80 °C. Het is een onstabiele en reactieve verbinding; het structuurisomeer trifluoracetonitril is veel stabieler.

## Toepassingen
Trifluormethylisocyanide wordt gebruikt als ligand in de organometaalchemie. Het heeft zeer gelijkaardige eigenschappen als koolstofmonoxide. Bovendien is het met trifluormethylisocyanide mogelijk om bruggen te maken tussen verschillende metaalioncentra.